# Montfaucon (Gard)
Montfaucon ist eine französische Gemeinde mit 1.525 Einwohnern (Stand: 1. Januar 2022) im Département Gard der Region Okzitanien. Die Gemeinde gehört zum Arrondissement Nîmes und zum Kanton Roquemaure.

## Geografie
Montfaucon liegt etwa 14 Kilometer nordnordwestlich von Avignon an der Rhône. Umgeben wird Montfaucon von den Nachbargemeinden Caderousse im Norden, Orange im Osten und Nordosten, Roquemaure im Südosten, Saint-Geniès-de-Comolas im Süden sowie Laudun-l’Ardoise im Nordwesten.

## Bevölkerungsentwicklung
| Jahr                       | 1962 | 1968 | 1975 | 1982 | 1990 | 1999 | 2006 | 2017 |
| Einwohner                  | 590  | 658  | 1058 | 1153 | 1266 | 1329 | 1295 | 1492 |
| Quellen: Cassini und INSEE |      |      |      |      |      |      |      |      |

## Sehenswürdigkeiten
- Kirche Saint-Martin-Saint-Maur
- Kapelle Saint-Martin
- Kapelle Saint-Maur
- Burg Montfaucon, seit 1926 Monument historique

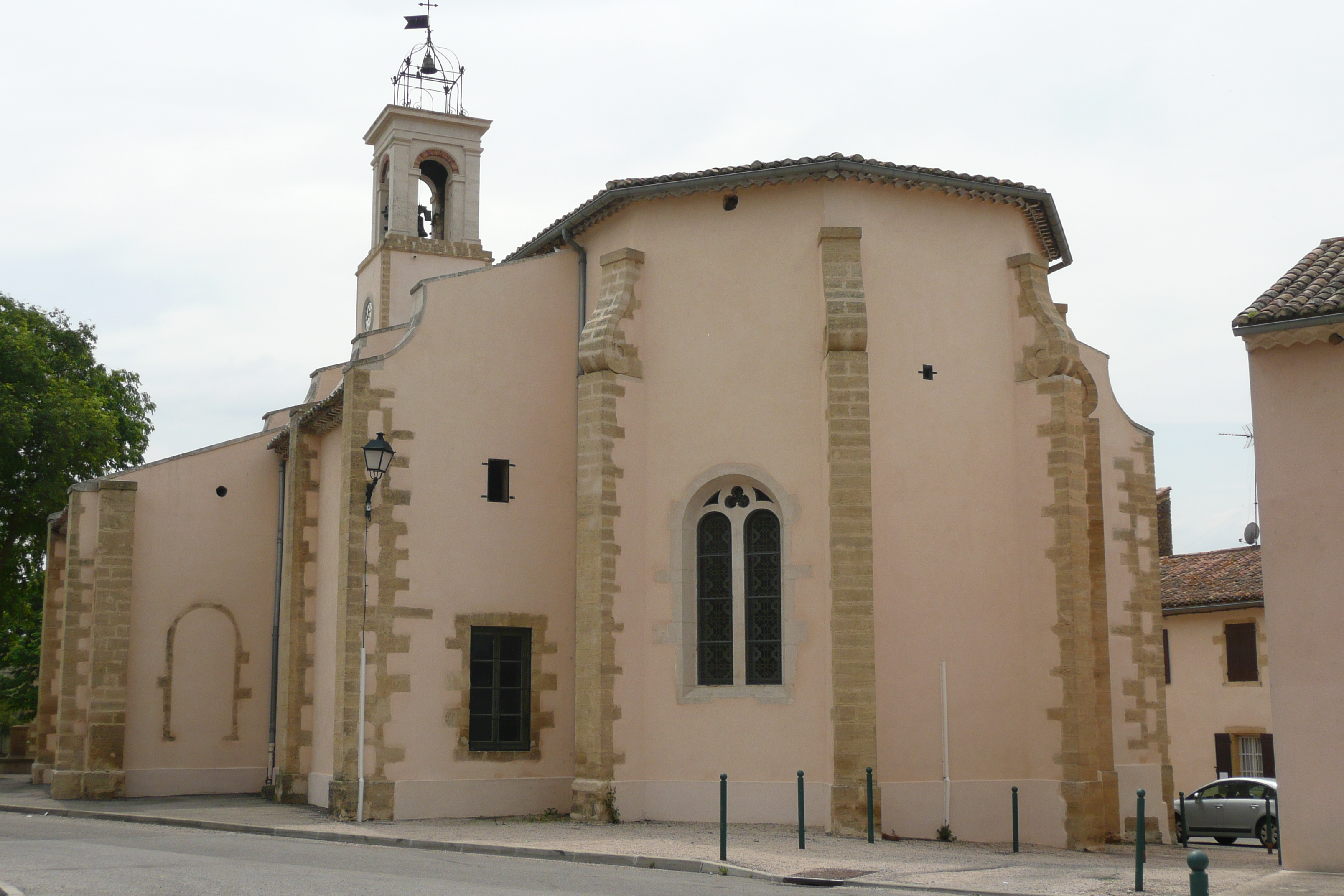
Kirche Saint-Martin-Saint-Maur
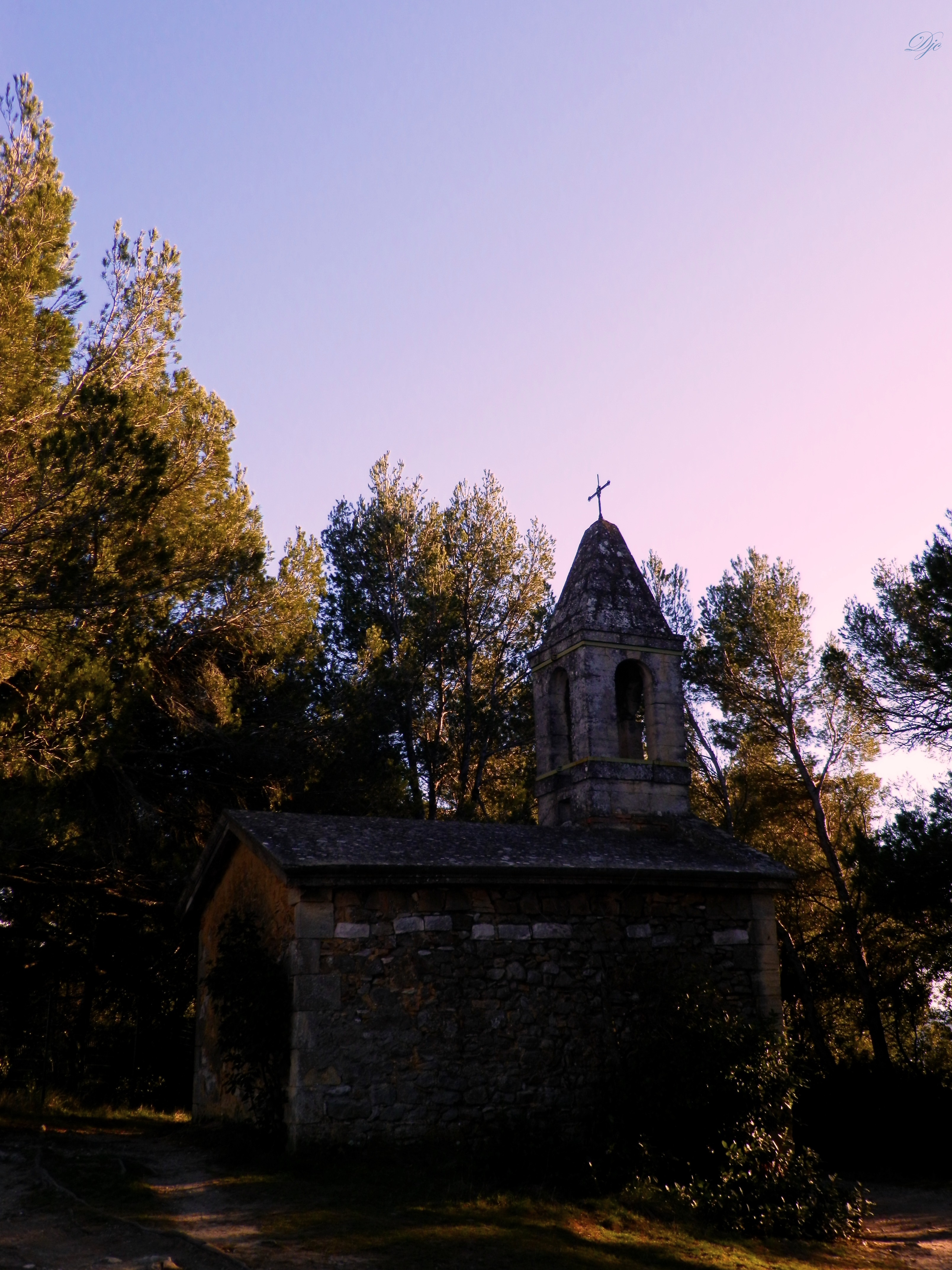
Kapelle Saint-Maur
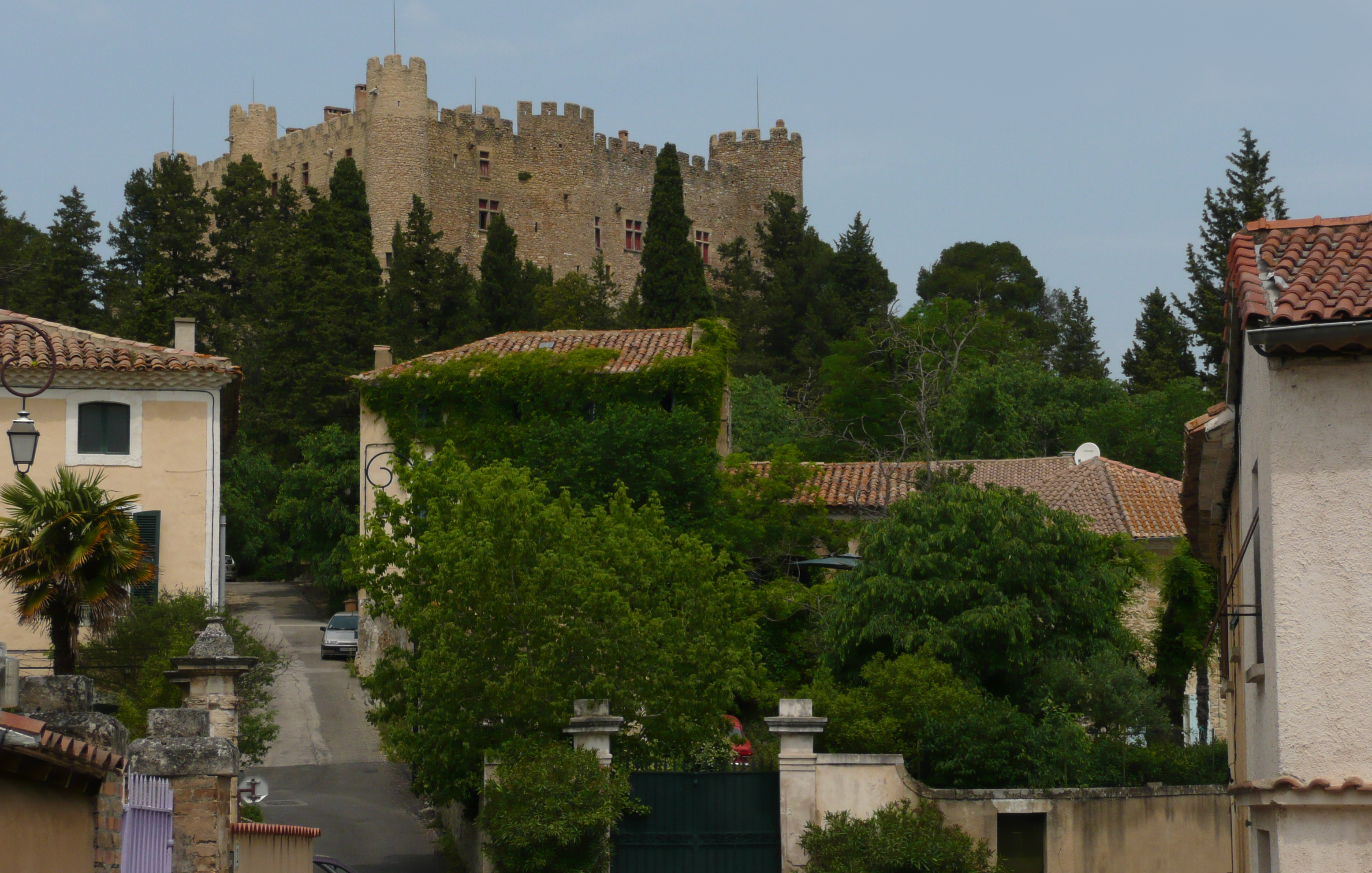
Burg Montfaucon